# Ершовский сельсовет (Коробовский район)
Ершовский сельсовет — упразднённая административно-территориальная единица, существовавшая на территории Коробовского района Московской области до 1936 года. Административным центром была деревня Ершовская.

## История
В 1923 году Ершовский сельсовет находился в составе Дмитровской волости Егорьевского уезда Московской губернии. В сельсовет входили деревни Ершовская и Першино.
В 1925 году Ершовский сельсовет был упразднён, а деревни Ершовская и Першино вошли в состав Ананьинского сельсовета, но уже в 1926 году Ершовский сельсовет был вновь восстановлен.
В ходе реформы административно-территориального деления СССР в 1929 году Ершовский сельсовет вошёл в состав Дмитровского района Орехово-Зуевского округа Московской области. В 1930 году округа были упразднены, а Дмитровский район переименован в Коробовский.
В 1936 году Ершовский сельсовет был упразднён, деревни Ершовская и Першино переданы Ананьинскому сельсовету.